# Dicnemon pancheri
Dicnemon pancheri är en bladmossart som beskrevs av Bescherelle 1873. Dicnemon pancheri ingår i släktet Dicnemon och familjen Dicnemonaceae. Inga underarter finns listade i Catalogue of Life.